# The Last Song (2010)
The Last Song (bra: A Última Música; prt: A Melodia do Adeus) é um filme americano de 2010, um drama romântico estrelado pela cantora e atriz Miley Cyrus e dirigido por Julie Anne Robinson. Nicholas Sparks é creditado por escrever tanto o roteiro do filme, com Jeff Van Wie, quanto o livro de mesmo nome. Sparks finalizou o roteiro em janeiro de 2009, antes mesmo da conclusão do livro. A premissa do filme é baseada em uma adolescente problemática, interpretada por Cyrus, e seu pai afastado, interpretado por Greg Kinnear, enquanto eles voltam a se unir através da música, durante um verão em uma cidade litorânea do sul dos Estados Unidos. The Last Song também estrela Kelly Preston e Liam Hemsworth. A Offspring Entertainment produziu o filme para a Touchstone Pictures, uma empresa de filmes subsidiária da The Walt Disney Company.
The Last Song é o primeiro roteiro escrito por Sparks a ser comprado, assim como a estreia de Robinson como diretora. Os acontecimento do enredo, originalmente situados na Carolina do Norte, assim como o livro, foram movidos para a Geórgia após uma campanha realizada durante meses para receber a produção. Ao início do desenvolvimento em Tybee Island, Geórgia e nas proximidades de Savannah, o filme tornou-se o primeiro a ser filmado e situado em Tybee Island. A filmagem ocorreu entre 15 de junho e 18 de agosto de 2009, com sua maior parte sendo feita na praia e no cais da ilha. Originalmente, a estreia do filme nos Estados Unidos estava marcada para 8 de janeiro de 2010, mas foi adiada para 31 de março de 2010. O filme foi liberado em Portugal em 15 de abril de 2010, e no Brasil em 11 de junho de 2010.

## Sinopse
Aos dezessete anos, Veronica "Ronnie" Miller é rebelde e desinteressada depois da separação dos seus pais e da mudança do pai para Geórgia três anos antes. Anteriormente um prodígio em piano, sendo ensinada por seu pai, Steve, Ronnie agora rejeita o instrumento, preferindo sair com os amigos, não falando com seu pai desde que ele partira. Embora tenha sido aceita na Juilliard School, ela recusa a oportunidade.
Steve recebe a oportunidade de se reconciliar com sua filha quando sua mãe, Kim, a manda, ao lado de seu irmão mais novo, Jonah, para passar o verão com ele. Steve, um ex-professor da Juilliard School e pianista, agora vive tranquilamente em Tybee Island, a pequena cidade litorânea onde havia crescido, trabalhando no vitral da igreja local para substituir o que havia sido perdido em um incêndio.
Após sua chegada, Ronnie é hostil e defensiva com todos ao seu redor, incluindo o popular Will Blakelee - até os dois se aproximarem para proteger um ninho de tartaruga-comum, e ela descobrir que ele é mais profundo do que pensava. Enquanto Ronnie se apaixona por Will, ela também volta a unir-se com Steve através da única coisa que eles têm em comum - a música.

## Elenco

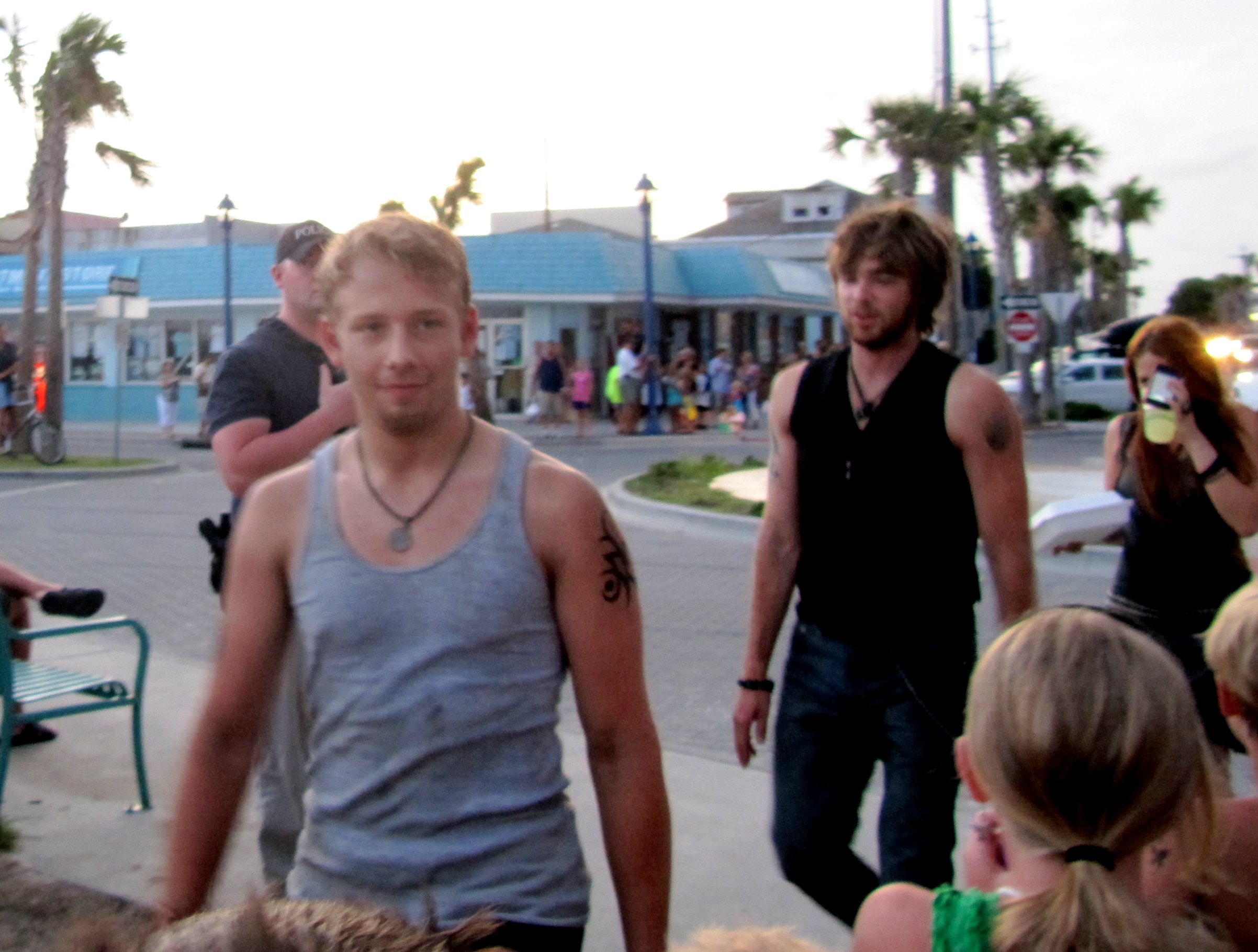
Da esquerda para a direita: Os membros do elenco Adam Barnett, Nick Lashaway e Carly Chaikin se preparam para filmar uma cena, em 30 de julho de 2009

- Miley Cyrus como Veronica "Ronnie" Miller, uma adolescente rebelde de 17 anos de idade que é forçada a passar o verão com seu pai distante.[6]
- Greg Kinnear como Steve Miller,[7] pai de Ronnie e Jonah, além de ex-professor da Juilliard School e pianista que se mudou para a Geórgia depois de seu divórcio.  Durante o verão, Steve se reconecta com Ronnie através de seu amor mútuo pela música. Com a ajuda de Jonah, Steve também trabalha para construir o vitral da igreja local, após o original ser destruído em um incêndio.[9]
- Liam Hemsworth como Will Blakelee,[11] um popular e talentoso jogador de vôlei de praia, Will deseja entrar em uma boa universidade ser voluntário no Georgia Aquarium. Ele é a paixão de Ronnie.[9]
- Bobby Coleman como Jonah Miller,[12] irmão mais novo de Ronnie, mandado junto com sua irmã para passar o verão em Tybee Island.
- Kelly Preston como Kim, mãe de Ronnie e Jonah, que educou-os em Nova York depois de seu divórcio.
- Nick Lashaway como Marcus, o líder de uma gangue de bandidos que rouba dinheiro da multidão durante o carnaval na praia, através de malabarismos com fogo.[12]
- Carly Chaikin como Blaze, uma rebelde que se torna amiga de Ronnie.[13] Porém, Blaze a trai quando a acusa de furtar um relógio.
- Adam Barnett como Teddy, um jovem bandido adepto do footbag e malabarismo, habilidades que ele usa para ser parte do bando de Marcus e para roubar dinheiro.[14]
- Nick Searcy como Tom Blakelee,[15] o pai de Will.
- Melissa Ordway como Ashley,[carece de fontes?] ex-namorada de Will.
- Carrie Malabre como Cassie, a melhor amiga de Ashley que Ashley a ajuda antagonizando Ronnie.[16]
- Lance E. Nichols como Pastor Charlie Harris,[carece de fontes?] pastor devoto da igreja local. Ele foi o primeiro professor de piano de Steve, sua figura parental e melhor amigo, enquanto Steve estava crescendo.
- Hallock Beals como Scott,[17] melhor amigo ciumento de Will que tenta criar problemas entre Will e Ronnie.
- Stephanie Leigh Schlund como Megan Blakelee,[carece de fontes?] a irmã mais velha de Will, que está prestes a se casar.

## Dublagem brasileira
- Verônica "Ronnie Miller": Tatiane Keplmair[18]
- Galadriel: Evie Saide[18]
- Kim: Miriam Ficher[18]
- Will Blakelee: Marcos Souza[18]
- Ashley: Christiane Monteiro[18]
- Steve Miller: Marco Antônio Costa[18]
- Pastor Harris: Andre Belizar[18]
- Scott: Renan Freitas[18]
- Vizinha: Maria Helena Pader[18]

## Produção

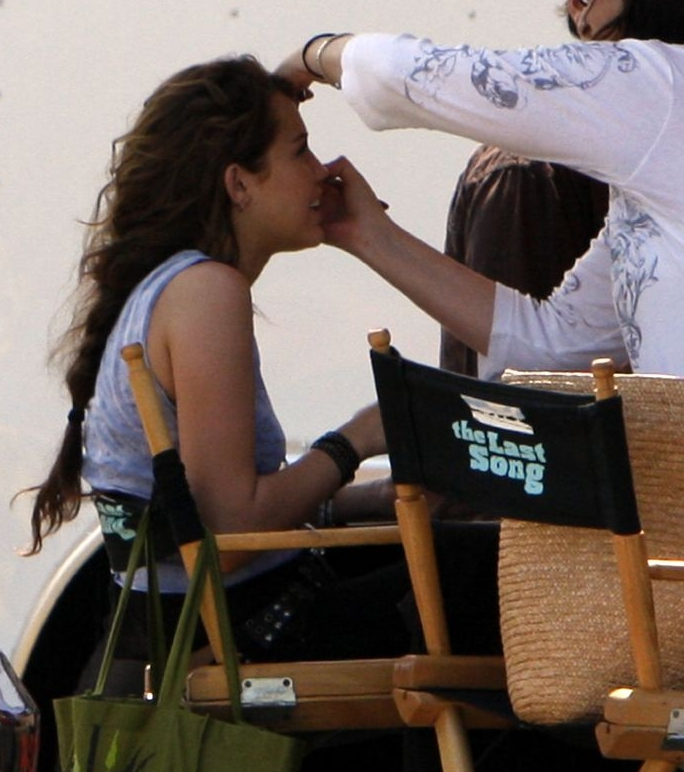
Miley Cyrus sendo maquiada durante as filmagens

### Desenvolvimento
O projeto de The Last Song começou quando Jason Reed, executivo da Disney, encontrou Miley Cyrus para discutir os planos para o futuro de sua carreira. Nesse momento, Miley era mais conhecida por estrelar a série original do Disney Channel Hannah Montana voltada para o público infantil. Com a série se aproximando do seu fim, a Disney esperava criar uma maneira de Cyrus se livrar da imagem que havia desenvolvido por causa da série e introduzi-la para uma audiência mais velha. Durante seu encontro com Reed, Miley expressou o desejo de participar de um filme semelhante a A Walk to Remember, filme de 2002 baseado em um romance de Nicholas Sparks. A Disney chamou Adam Shankman, diretor de A Walk to Remember, que assinou para produzir o potencial filme junto de sua irmã e a sócia da empresa de produção Offspring Entertainment, Jennifer Gibgot. Tish Cyrus, mãe de Miley e co-administradora, se tornou a produtora executiva do filme. A representante de Cyrus como atriz,  United Talent Agency, contactou então Sparks, que também é seu cliente, para perguntar se ele tinha planos para um livro apropriado para um adaptação estrelada por Miley.
Nessa época, Sparks estava organizando The Lucky One e começava a ponderar sobre um enredo original para seu próximo livro. O autor disse a si mesmo que poderia "alcançar o público com menos de 20 anos ou mais de 50", tendo recentemente escrito um livro para idades entre essas. Desistindo de escrever um para maiores de 50 anos, depois do sucesso de The Notebook, que também teve uma adaptação cinematográfica, ele já havia decidido escrever uma história para adolescentes quando recebeu um telefonema de Gibgot em nome da produtora de The Last Song. Sparks recordou, "Jennifer me perguntou se eu tinha alguma coisa planejada. Eu disse 'não', mas é engraçado que você tenha dito isso..." Sparks retornou com a premissa no final de julho de 2008. Uma vez que a proposta foi aceita por Cyrus, sua família e a Offspring Entertainment, Sparks começou a trabalhar no roteiro antes de começar o livro. Ele explicou que isso era necessário para que a filmagem começasse no verão de 2009, como a Disney tinha programado, mas que "é parecido como a forma como ocorreu com filmes baseados em meus livros; está apenas fora da ordem". Sparks completou o primeiro rascunho do roteiro em dezembro de 2009, que reescreveu mais tarde naquele mesmo mês, e a segunda e definitiva revisão em janeiro de 2009, após a contratação da diretora. As duas revisões duraram aproximadamente um ou dois dias, e Sparks afirmou que as achou relativamente simples. O roteiro final tinha cerca de 100 páginas. Embora The Last Song não seja o primeiro roteiro escrito por ele, foi o primeiro a ser utilizado em um filme. O romance foi finalizado em junho de 2009, ao mesmo tempo em que a filmagem do filme começou, e publicado em 8 de setembro de 2009 pela editora Grand Central. O enredo do livro e do filme foram mantidos em segredo durante o desenvolvimento.

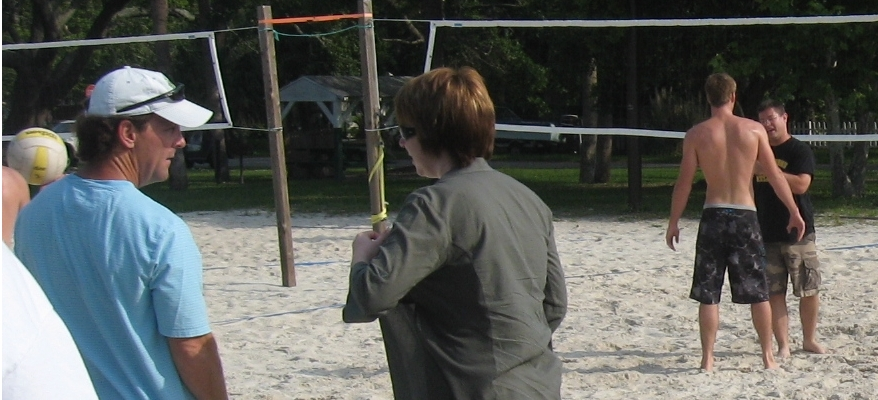
A diretora Julie Anne Robinson conversa com o coordenador de dublês Cal Johnson enquanto Liam Hemsworth pratica o vôlei de praia

Em março de 2009, a Disney anunciou que Julie Anne Robinson seria a diretora do filme. The Last Song é o primeiro filme de Robinson, embora ela seja uma veterana em episódios para televisão. A diretora havia trabalhado anteriormente em séries americanas como Weeds e Grey's Anatomy e ganhou um indicações aos prêmios Globo de Ouro e BAFTA por seu trabalho na série da BBC Blackpool.
Em junho de 2009, em uma postagem em seu blog intitulada "A New Start", Cyrus disse que tinha "sempre sido uma fã de Nicholas Sparks" e que tinha estado esperando fazer uma produção diferente de Hannah Montana "por um longo tempo". Com o objetivo de filmar The Last Song, o contrato de Miley para a quarta temporada de Hannah Montana incluiu um longo hiato.

### Escrita e título
Reconhecido pela popularidade de A Walk to Remember, tanto o livro quanto o filme, Sparks escreveu The Last Song "colocando todos [os seus] pensamentos nele, na tentativa de fazer a história tão diferente de A Walk to Remember quanto [ele pôde], mas tentou capturar os mesmos sentimentos". As experiências de Sparks como pai e como treinador de atletas do colegial o ajudaram a modelar o enredo, e os personagens Jonah Miller e Will Blakelee são respectivamente baseados em seus filhos Landon e Miles.
A personagem principal primeiramente havia sido denominada "Kirby" por Sparks, o que mais tarde foi mudado para "Hilary" pelo estúdio, antes de Sparks oferecer a Cyrus a oportunidade de escolher o nome dela. Miley escolheu "Ronnie" como uma homenagem ao seu avô, Ron Cyrus, que morreu em 2006. Mais tarde Sparks alterou a escolha de Miley para ser um apelido de "Veronica", mas a personagem se refere a ela mesma como Ronnie durante o livro. Sparks declarou que Ronnie foi a personagem mais difícil de escrever, por que ele "nunca tinha sido uma garota adolescente irritada de 17 anos". Ronnie foi então inspirada em várias jovens mulheres que ele conhece, assim como suas sobrinhas. A própria Miley Cyrus foi uma inspiração para a composição de Ronnie, já que sua carreira como cantora influenciou os elementos musicais da história. No entanto, Ronnie apenas toca piano e Cyrus não canta durante o filme, embora tenha contribuído com sua trilha sonora.
A Disney não deu a Sparks limitações com relação aos tópicos presentes em The Last Song, o qual inclui ingestão de bebida alcoólica por menores de idade, infidelidade, doença terminal e uma gangue, mas ele disse que a Disney desejou trabalhar com ele em parte por que "eles tem lido meus livros. Meus adolescentes... não fazem coisas ruins. Eu simplesmente não escrevo isso. Eu não escrevo sobre adultério, não escrevo profanação… Eu certamente vou ter cenas de amor nos meus romances, mas elas sempre serão entre adultos que consentiram". Ainda, Sparks reconheceu que alguns elementos do roteiro talvez fossem modificados pela diretora ou pelo estúdio antes do filme ser finalizado. Como dito pelos Writers Guild of America, ele recebeu todo o crédito por esse trabalho, embora a quantidade de seu roteiro original contido em The Last Song fosse incerta. Por exemplo, Sparks falou que o personagem de Marcus, o líder do bando de criminosos, provavelmente seria alterado para o filme.
O projeto permaneceu sem nome for diversos meses, antes de Sparks participar de uma reunião inicial com os representantes da Disney. O escritor e roteirista escreveu em um chat que teve "a ideia completa, mas não o título. Isso é comum pra mim, de qualquer forma. Títulos vêm por último". O filme foi citado por seu nome de trabalho "Untitled Miley Cyrus Project" (Projeto Sem Título de Miley Cyrus, em português). Em março de 2009, a revista Variety havia chamado "The Last Song" de um título "temporário".

### Escolha do elenco
Embora o papel de Ronnie tenha sido criado especificamente para Miley Cyrus, Sparks afirmou que a imaginou no papel "apenas um pouco" durante o processo e que o fato de que ela iria interpretar não influenciou em sua escrita. Um vez que o roteiro estava pronto, Sparks ficou em dúvida se Cyrus estaria pronta para interpretar a personagem com sucesso: "A primeira coisa que eu pensei quando terminei o roteiro foi, puxa, espero que ela possa fazer isso, esse é um papel difícil por que estou te colocando em um monte de emoção e você é apenas uma garota de dezesseis anos que faz o Disney Channel. Você é capaz de fazer isso como uma atriz?" No entanto, depois de ir ao estúdio e ver Cyrus filmando, a sua preocupação foi acalmada. Para interpretar uma adolescente de Nova York, Cyrus trabalhou com um treinador de dialeto para perder seu sotaque do sul, e aprendeu a tocar piano clássico. Depois de terminar de filmar, Miley disse que amadureceu e "mudou bastante" durante seu verão na Geórgia, assim como sua personagem no filme. Ela falou, "Mostrando esse filme, eu sinto como se estivesse realmente mostrando uma parte do meu crescimento como pessoa também. Então eu estou realmente ansiosa para as pessoas verem isso."
Em abril de 2009, a Disney escolheu oficialmente Rafi Gavron para a parte de Will Blakelee, mas ele foi trocado pelo ator australiano Liam Hemsworth em maio. Em 18 de maio de 2009, a decisão de assinar com o nomeado ao Óscar Greg Kinnear para interpretar Steve foi oficializada. O fato de Kelly Preston ter aceitado o papel de Kim fez deste o primeiro em que ela trabalha desde a morte do seu filho com John Travolta, Jett Travolta. Depois de ser apresentado a Cal Johnson, o cordenador de dublês do filme, Adam Barnett conseguiu o papel de Teddy, em maio de 2009, devido a sua experiência anterior com malabarismo e footbag.

### Filmagem

#### Mudança para Geórgia
"Ninguém sabe o que vai acontecer [...] Geórgia os quer muito, e nós os queremos muito, e, até segunda-feira, haverá quatro ou cinco outros estados que vão querê-los muito".

Bev Perdue, Governadora da Carolina do Norte
Sparks havia colocado The Last Song em Wrightsville Beach e Wilmington na Carolina do Norte. Embora desejassem gravar na localização, os cineastas também examinaram outros estados e identificaram a Geórgia como o segundo melhor local para filmar. O preço das habitações em Geórgia eram altos, mas o pacote de incentivo a filmes restituia 30% dos custos da produção, como gasolina, lápis e salários. O pacote da Carolina do Norte reembolsava 15% e excluía salários acima de US$1 milhão. A Disney continuava interessada na Carolina do Norte e se ofereceu para filmar lá caso o estado cobrisse a quantia que a empresa pouparia na Geórgia, aproximadamente US$1 milhão, a metade. O estado procurou oficialmente uma maneira de efetuar isso, incluindo uma aplicação sem sucesso nas bolsas da Golden LEAF Foundation. Mais tarde eles também introduziram uma legislação para aumentar a restituição do estado para 25%. No entanto, a Disney decidiu trabalhar dentro do incentivo existente e aceitou filmar na Carolina do Norte, uma vez que os direitos de filmagem que tinham comprado de Sparks contavam como um custo de produção, poupando então um adicional entre US$125.000 e US$225.000 para a empresa. A governadora do estado, Bev Perdue, marcou uma coletiva de imprensa para 1 de abril de 2009 para anunciar a vitória da Carolina do Norte, no entanto, os coletores de impostos do estado se recusaram a considerar os direitos de filmagem, forçando Perdue a cancelar a coletiva. Johnny Griffin, diretor da Wilmington Regional Film Commission, comentou: "A Disney faz filmes de longa-metragem. Eles também fazem séries de televisão; eles fazem filmes em especial para o Disney Channel. Por perder esse único projeto, na essência, nós perdemos todas essas oportunidades". Ele também notou a perda de trabalhos e turismo que poderia ter sido criado.
Em 9 de abril de 2009, depois de três meses de deliberação, a decisão de mudar o projeto para a Geórgia foi tornada definitiva. Para determinar a cidade específica, observadores procuraram pelo estado por uma propriedade em frente ao oceano, antiga e isolada, para ser usada como a casa da família Miller durante o filme. Depois de mais três meses e a descoberta da "Adams Cottage" na extremidade sul da Tybee Island, Tybee e as localizações vizinhas se tornaram os locais de filmagem no final de março, com a intenção de fazer a área se passar por Wilmington e Wrightsville Beach, na Carolina do Norte. No entanto, a local era muito diferente para se passar por outro. Bass Hampton, diretor de localização, falou, "Nós tivemos um tempo difícil tentado esconder o fato de que isso era Tybee e Savannah era Savannah". Os cineastas convenceram então Sparks a mudar o local do filme para a Tybee Island, permitindo-lhes incorporar marcos como o Tybee Island Light Station e o Savannah Historic District. A localização do livro continua sendo a Carolina do Norte. Embora outros filmes tenham sido filmados na Tybee Island, The Last Song é o primeiro a ser realmente localizado lá. Com o nome da cidade colocado em tudo, de carros de polícia à empresas, a Geórgia oficialmente predisse um efeito duradouro na economia. Em adição, é estimado que The Last Song tenha gerado 500 trabahos de verão para a Geórgia, US$8 milhões para as empresas locais e US$17,5 milhões para as empresas estaduais.

#### Locais

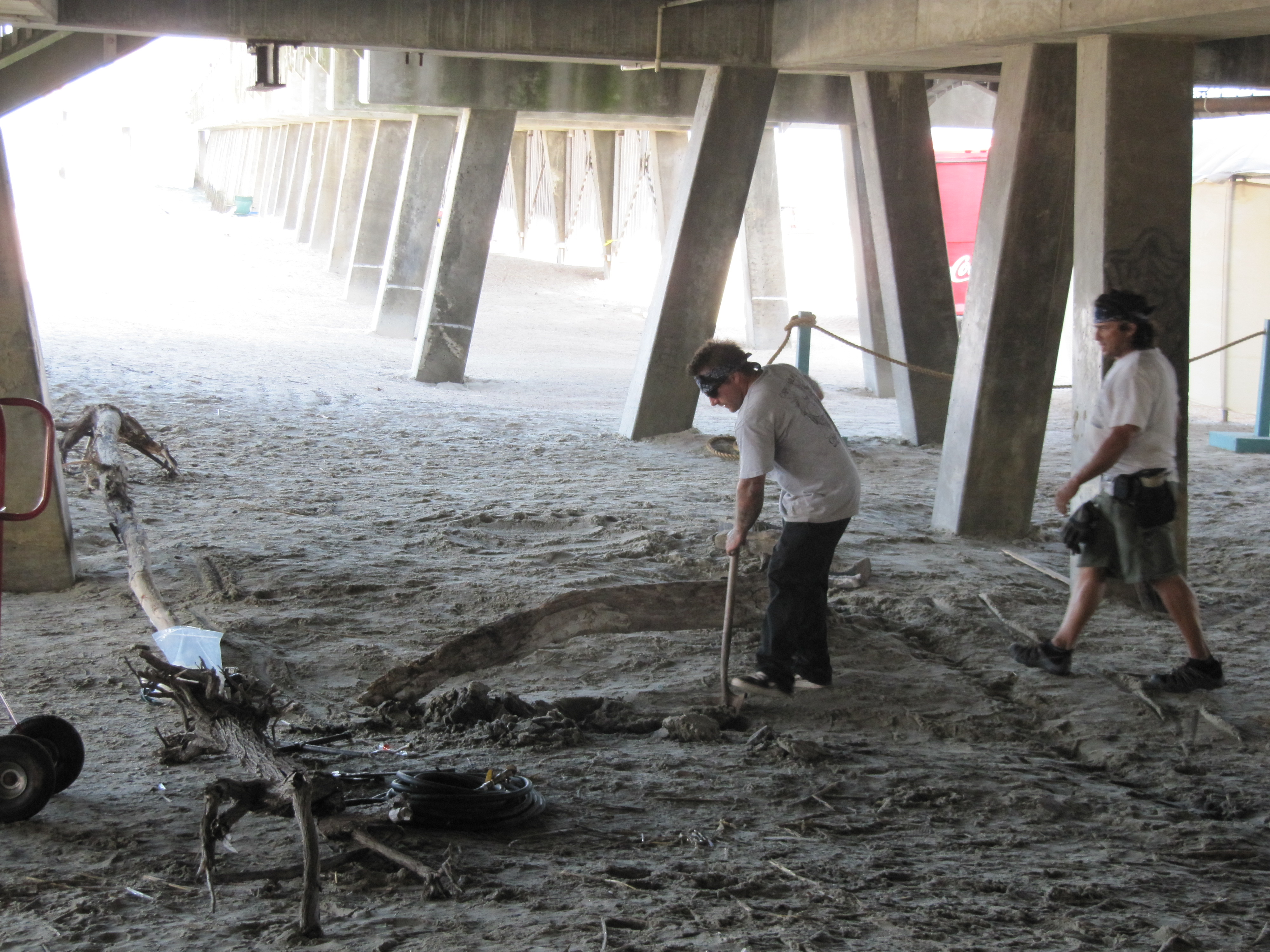
Equipe técnica de The Last Song instala canos de propano e gás para produzir uma queima controlada para uma cena de incêndio

Nelson Coates é o diretor de arte de The Last Song, responsável por todo os aspectos visuais do filme. Coates, que foi nomeado para um Emmy Award por seu trabalho na minissérie The Stand, baseada em um livro de Stephen King, chegou onze semanas antes do início das filmagens para preparar o trabalho. Enquanto a maioria da filmagem foi localizada na praia da Tybee Island ou na propriedade privada pré-construída, Coates supervisionou uma nova pintura do cais e a construção do carnaval e da igreja.
Observadores haviam procurado por toda a Geórgia por uma propriedade em frente ao oceano, antiga e isolada, para ser usada como a casa da família Miller por cerca de três meses até o observador Andy Young encontrar a "Adams Cottage" na extremidade sul da Tybee Island. Young disse, "Frequentemente, isso é sobre a casa. Ela pode ser por si mesma uma personagem do filme". O proprietário da casa, Sam Adams, recebeu bem a filmagem, como "uma oportunidade de imortalizar a casa", no caso dela ser destruída por tempestades. A casa de dois andares e seis quartos foi construída pelo bisavô de Adams em 1918 e foi feita inteiramente de madeira de pinheiro, com poucas superfícies pintadas. De acordo com a repórter Lesley Conn, do Savannah Morning News, a casa "foi construída em estilo clássico na praia de passeio, [projetada] para permitir que a brisa do oceano entre através das largas e envolventes varandas para os quartos frescos de pinheiro".
A igreja onde foram feitas as gravações foi construída em um período de seis semanas em um terreno baldio da 13th Street e Sixth Avenue, perto de casas residenciais. A igreja de 2.000 pés quadrados comporta cerca de 80 pessoas e seu valor é estimado entre US$250.000 e US$350.000. O coordenador de efeitos especias Will Purcell acalmou as preocupações com relação ao incêndio que deveria ocorrer na igreja, dizendo que não seria realmente incendiada. O efeito pretendido é usar "todos os ângulos das câmeras. É um ambiente seguro para os atores fazerem seu trabalho". Várias técnicas foram usadas para simular fogo, incluindo o uso de canos de propano através das janelas da igreja. Ao final do filme, Cyrus esperava mover a igreja para a propriedade da suas família no Tennessee. No entanto, a Disney decidiu doar a construção para a ilha depois de Tybee interceder oficialmente para mantê-la, com a condição de que sua ligação com The Last Song não fosse anunciada. A igreja será movida para uma nova localização e será usada como uma capela para a realização de casamentos na ilha. É esperado que as renovações custem aproximadamente US$600.000.

#### Agenda de gravação

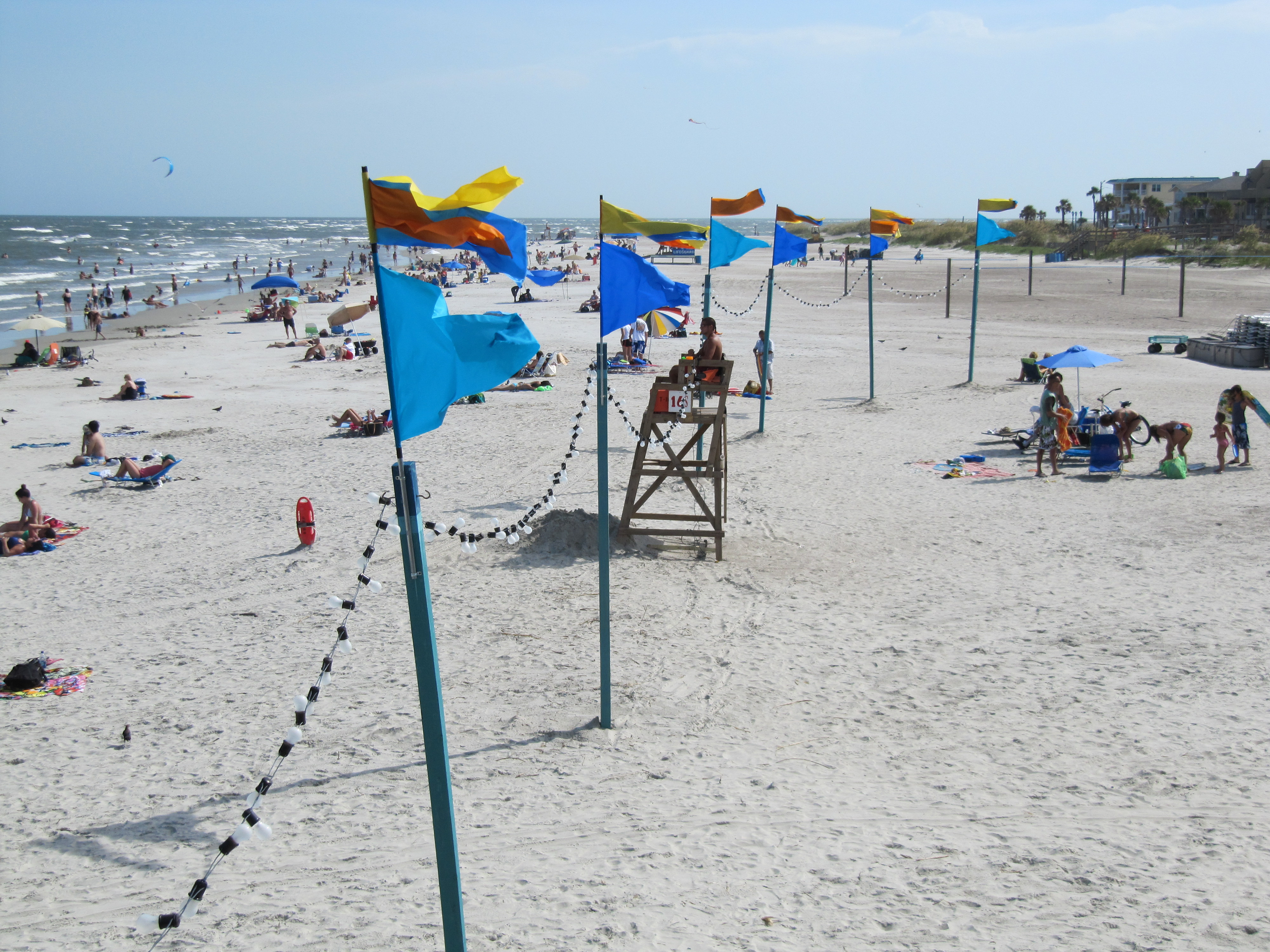
O restante do cenário de carnaval, como essas bandeiras e luzes, foram recolocadas para criar a ilusão que as cenas na praia, filmadas em julho, haviam acontecido durante o festival filmado em junho

A agenda ocupada de Cyrus precisou que a filmagem ocorresse durante o verão. Sparks comentou, "Ela tem uma turnê de outono e então volta para filmar Hannah Montana novamente na primavera. Então a única época que tem livre em sua agenda é durante o verão". A fotografia principal começou em 15 de junho de 2009 e foi finalizada em 18 de agosto de 2009. A filmagem não foi realizada durante os fins de semana.
No primeiro dia de produção, Cyrus e Hemsworth filmaram um beijo no oceano. Outras cenas aconteceram em junho, incluindo o carnaval e o torneio de vôlei, ambos filmados na praia, próximo ao cais da Tybee Island. As gravações no cais foram fechadas em 23 de junho de 2009, antes de filmar a cena em que Kim deixa Ronnie e Jonah para morar com Steve. As cenas do incêndio na igreja foram gravadas em 10 de julho de 2009. As filmagens no campus da Georgia Tech Savannah começaram em 16 de julho. As cenas de casamento e uma cena de direção, que obrigou a polícia a fechar uma avenida para que fosse feita, foram filmadas em Wormsloe Historic Site entre 20 de julho e 23 de julho de 2009, durante doze horas por dia.
As cenas de direção em Isle of Hope, Geórgia, continuaram até o dia 28. Em 30 de julho de 2009, a equipe retornou para a Tybee Island para mais cenas na praia. A cena em que a personagem de Carly Chaikin acusa a de Cyrus de furtar um relógio foi filmada em 6 de agosto. Em 10 de agosto, Hemsworth executou uma mudança de óleo e Cyrus filmou em uma loja de roupas de luxo no centro da cidade de Savannah para o filme. Um funeral foi gravado entre 11 e 13 de agosto de 2009 e na igreja construída em Tybee Island. Em 15 de agosto, realizaram as cenas de incêndio na igreja. A festa de encerramento ocorreu no dia 16, e o elenco e equipe chegaram em Atlanta no dia seguinte para passar os últimos dias de filmagens no Georgia Aquarium. Depois de analisar a área no dia 17, o filme começou a ser gravado em áreas públicas ao amanhecer do dia 18 para evitar público. Quando o aquário abriu para o público às dez horas da manhã, as filmagens foram transferidas para os bastidores.

#### Tartarugas-comuns

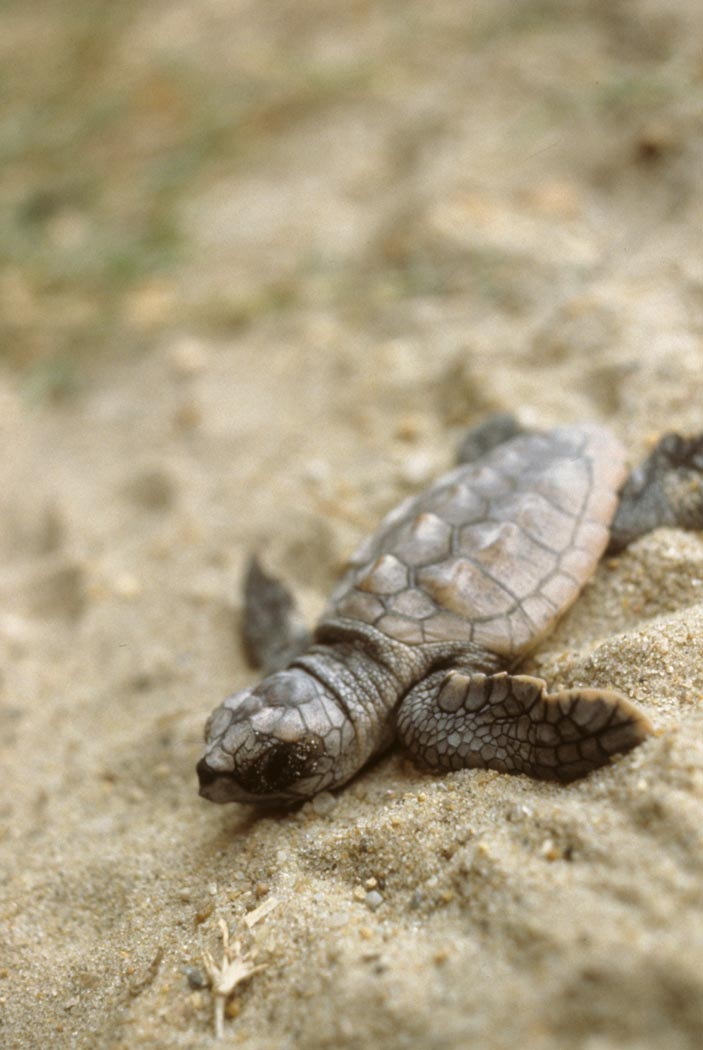
Os filhotes de tartaruga-comum que aparecem no filme foram nômades coletados de ninhos em Tybee Island e Sapelo Island

Considerando as personalidades conflitantes de seu casal protagonista, Sparks afirmou que teve problemas para encontrar algo que forçasse Will e Ronnie a passarem tempo juntos. "Tinha que ser durante o verão, ela [Ronnie] tinha que ser nova na cidade, e o seja lá o que acontecesse, tinha que começar em junho e acabar em agosto. Por que você sempre quer uma conclusão", ele disse sobre seus requerimentos. Ele mencionou acampamento de verão ou um trabalho de verão como aparelhos muito usados em livros, mas os descartou por considerar não original e entediante. Sparks eventualmente optou por ter Will e Ronnie se vinculando a um ninho de tartarugas-comuns, sabendo que os ovos muitas vezes eclodem em agosto. "Então isso consegue ser original, consegue ser interessante, e ao mesmo tempo consegue ser universal, que você sente que poderia acontecer com qualquer pessoa".
A cena em que os ovos eclodem aconteceu durante a primeira semana de agosto e envolveu 26 filhotes de tartatuga-comum vivos. Filhotes de tartarugas marinhas têm um sentido inato de entrar no oceano logo que nascem, então as cenas tinham que ser feitas rapidamente. Segundo Mike Doss, do Georgia Department of Natural Resources, o biólogo que supervisionou a filmagem, os filhotes "fizeram o que sabiam como fazer: Eles foram até a água e nadaram para longe". Sparks disse em uma entrevista que suspeita que os cineastas irão adicionar digitalmente mais tartarugas à cena. Durante a época da filmagem, as tartarugas-comuns estavam listadas entre as espécies em risco de extinção. O tema a favor do ambiente foi considerado um bônus adicional para Tybee Island, promover o ecoturismo.

### Pós-produção
The Last Song entrou em pós-produção logo depois do fim das filmagens, em 18 de agosto de 2009. A substituição automática do diálogo ocorreu em meados de setembro; Beals e Chaikin disseram que haviam feito uma gravação em 11 de setembro e em 18 de setembro, respectivamente. Chaikin afirmou que havia trabalhado por cinco horas e meia. A edição do diretor foi apresentada para o estúdio em 1 de outubro de 2009. A Motion Picture Association of America classificou o filme como PG, ou seja, considerou que parte do material pode não ser apropriado para crianças, por "temática material, alguma violência, sensualidade e linguagem moderada", três semanas depois.

## Trilha sonora
"When I Look at You", cantada por Miley Cyrus, foi escrita originalmente para seu álbum The Time of Our Lives, mas foi incluída na trilha sonora do filme por que acharam que se ajustou bem. A canção foi usada como fundo para o trailer do filme. A trilha sonora contém uma faixa de Alpha Rev, que havia assinado com a Hollywood Records em agosto de 2008. A trilha foi lançada em 23 de março de 2010 nos Estados Unidos.

### Lista de faixas
| N.º | Título                          | Compositor(es)                                                                        | Artista            | Duração |  |
| 1.  | "Tyrant"                        | Andrew Brown, Zachary Filkins, Ryan Tedder                                            | OneRepublic        | 5:04    |  |
| 2.  | "Bring On The Comets"           | Mark Guidry, Mark Palgy, Craig Pfunder                                                | VHS Or Beta        | 4:02    |  |
| 3.  | "Setting Sun"                   | Finlay Beaton, Stuart Macleod, Joel Quartermain                                       | Eskimo Joe         | 3:49    |  |
| 4.  | "When I Look at You"            | John Shanks, Hillary Lindsey                                                          | Miley Cyrus        | 4:09    |  |
| 5.  | "Brooklyn Blurs"                | Alex Wong, Devon Copley                                                               | The Paper Raincoat | 4:15    |  |
| 6.  | "Can You Tell"                  | Milo Bonacci, Alexandra Lawn, Wesley Miles, John Pike, Mathieu Santos, Rebecca Zeller | Ra Ra Riot         | 2:41    |  |
| 7.  | "Down The Line"                 | José González                                                                         | José González      | 3:10    |  |
| 8.  | "Each Coming Night"             | Sam Beam                                                                              | Iron & Wine        | 3:25    |  |
| 9.  | "I Hope You Find It"            | Jeffrey Steele, Steven Robson                                                         | Miley Cyrus        | 3:55    |  |
| 10. | "She Will Be Loved"             | Adam Levine, James Valentine                                                          | Maroon 5           | 4:16    |  |
| 11. | "New Morning"                   | Casey McPherson                                                                       | Alpha Rev          | 3:44    |  |
| 12. | "Broke Down Hearted Wonderland" | Edwin McCain, Maia Sharp, Pete Riley, Kevin Kinney                                    | Edwin McCain       | 3:02    |  |
| 13. | "A Different Side Of Me"        | Nathan Darmody, Zachary Porter, Thomas Norris                                         | Allstar Weekend    | 3:08    |  |
| 14. | "No Matter What"                | Sydnee Duran, Dave Bassett                                                            | Valora             | 3:22    |  |
| 15. | "Heart Of Stone"                | Sune Rose Wagner                                                                      | The Raveonettes    | 3:55    |  |
| 16. | "Steve's Theme"                 | Aaron Zigman                                                                          | Aaron Zigman       | 3:18    |  |

### Paradas musicais
| Parada (2010) | Melhor posição |
| ------------- | -------------- |
| Billboard 200 | 104            |

## Lançamento

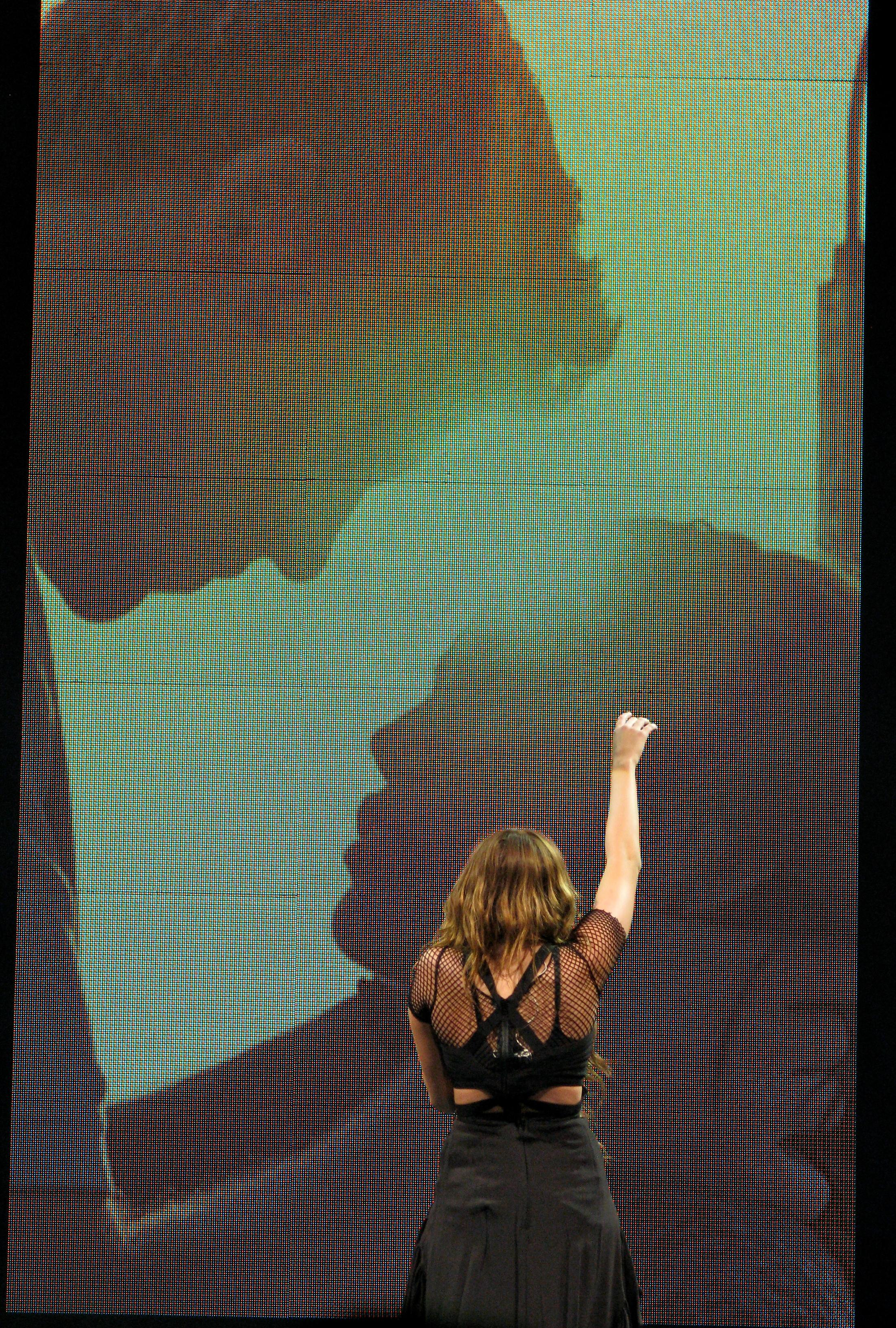
Cyrus canta "When I Look at You" durante sua Wonder World Tour, enquanto a tela mostra uma cena de Ronnie e Will

### Divulgação
Quando o livro foi lançado, em 8 de setembro de 2009, Sparks começou uma viagem para divulgá-lo, passando por 13 cidades e concedendo várias entrevistas. Durante esses eventos, ele falou sobre a escrita do livro e do roteiro do filme. Cyrus e o, na época, presidente do conselho de administração dos Walt Disney Studios, Dick Cook, trataram do filme em 11 de setembro de 2009, durante a primeira D23 Expo.
Os primeiros trechos do filme foram liberados online em 11 de setembro de 2009, intercalados com uma versão do videoclipe de "When I Look at You". O primeiro trailer de The Last Song foi integrado na Wonder World Tour de Cyrus e estreou durante a noite de abertura da turnê, em 14 de setembro de 2009, em Portland, Oregon. Na metade de cada concerto da turnê, o trailer era mostrado em grandes telas ao fundo do palco. Depois que o vídeo terminava, Cyrus tocava um piano branco e cantava "When I Look at You", enquanto trechos do filmes continuavam passando nas telas atrás dela. Em 16 de novembro de 2009, as três primeiras stills, fotografias tiradas das cenas  durante as gravações, foram lançadas através da página oficial do filme no facebook. No dia seguinte, o trailer do filme estreou online. O cartaz oficial foi revelado em 8 de dezembro de 2009, tendo escrito, "Uma história sobre família, primeiros amores, segundas chances e os momentos da vida que te direcionam de volta pra casa".
Em 13 de dezembro de 2009, Kinnear, Cyrus e Hemsworth apresentaram a estreia do filme para televisão Santa Baby 2, da ABC Family, como parte dos 25 Days of Christmas. Durante o intervalo da transmissão, intitulado ABC Family Premiere Party, os três falaram sobre o filme e trechos dele foram mostrados.

### Nos cinemas
O lançamento de The Last Song nos cinemas tinha sido originalmente marcado para 8 de janeiro de 2010, mas em 22 de setembro de 2009 foi anunciado que a data tinha sido adiada para 2 de abril de 2010. O adiamento foi confirmado através de declarações de representantes da Disney e de Miley, com um deles dizendo que "fim de semana de Páscoa/[semana de] férias da primavera" seria "uma data de lançamento melhor que janeiro" para o filme. Em 3 de fevereiro de 2010, foi novamente feito um anunciado, afirmando que o lançamento do filme havia sido adiantado em dois dias, e iria ocorrer em 31 de março de 2010. Em Portugal, seu lançamento ocorreu em 15 de abril de 2010, e no no Brasil em 11 de junho do mesmo ano.

### Em DVD e blu-ray
The Last Song foi liberado nos formatos DVD e blu-ray em 17 de agosto de 2010, nos Estados Unidos e no Canadá. Na primeira semana, vendeu cerca de 760.880 unidades nos países, arrecadando US$13,7 milhões.

## Recepção

### Bilheterias
Em seu primeiro dia de lançamento, o filme arrecadou cerca de US$5,1 milhões, acumulando aproximadamente US$16,2 milhões até os dois dias seguintes, o que o colocou na quarta posição entre as arrecadações do seu final de semana de estreia. Arrecadou um total de US$88,9 milhões.

### Crítica
As opiniões dos críticos sobre The Last Song foram de mistas a negativas. O Rotten Tomatoes calculou uma média de 20% de aprovação, baseado em 52 críticas recolhidas. Por comparação, o Metacritic calculou uma pontuação de 33, em um máximo de 100, baseado em 27 críticas. Os críticos não aprovaram especialmente o roteiro do filme. Mick LaSalle, do San Francisco Chronicle, disse que sente muito pela diretora, Robinson, por causa das falhas no roteiro, incluindo diversas "cenas que não têm sentido emocional, [...] crises falsas, argumentos falsos, reações falsas. A construção do enredo é fraca. Incidentes não correm um para o outro". Roger Moore, do Orlando Sentinel, disse que Robinson "direciona seu andamento em torno de algumas dessas armadilhas [do roteiro]".
Quando comentando sobre a atuação de Miley, os críticos reconheceram sua presença de palco, mas atacaram sua atuação dramática. Jay Stone, da Montreal Gazette, disse que a retratação da irritada Ronnie "consiste em um beicinho e olhar de desprezo. [...] Cyrus não tem muita variação, mas tem presença". Rob Nelson escreveu na Variety que "Cyrus, infelizmente, ainda não aprendeu a não atuar [...] Porém ela mostra seu talento considerável como pianista e permanece razoavelmente simpática durante suas partes". No New York Post, Lou Lumenick disse que Miley "fez a estreia 'dramática' mais duvidosa de uma cantora desde Britney Spears" e afirmou que ela possui "aproximadamente 1½ expressão" durante o filme. No Orlando Sentinel, Roger Moore, no entanto, escreveu que "existe uma química real [entre Cyrus e Hemsworth]". A performance de Greg Kinnear recebeu elogios.